# KSHMR
KSHMR, pseudonimo di Niles Hollowell-Dhar (Berkeley, 6 ottobre 1988), è un disc jockey e produttore discografico statunitense di origine indiana.
Il suo nome d'arte così come la sua canzone 2014 con lo stesso nome, si basano sul Kashmir, una regione indiana , che viene spesso chiamata "paradiso in terra".
Dal 2015 è presente nella classifica Top100Djs di Dj Magazine, anno in cui fu premiato come migliore new entry dell'anno. Il piazzamento più alto è stato l'11° posto nel 2021. 
La maggior parte delle canzoni di KSHMR sono rilasciate dall'etichetta discografica "Spinnin' Records".

## Carriera
Conosciuto precedentemente come componente del duo Hip-Hop The Cataracs (sciolto nel 2013) Niles ha iniziato a fare musica electro house nel 2014 sotto lo pseudonimo di KSHMR. Ha collaborato con Firebeatz, R3HAB, Tiësto, Carnage, Timmy Trumpet, Will Sparks, DallasK, Bassjackers e molti altri.
KSHMR ha pubblicato il suo primo singolo Megalodon il 6 febbraio 2014 su Spinnin' Records. Il 9 aprile 2014 carica su Soundcloud Welcome To KSHMR Vol. 1, un podcast in cui alterna alcuni singoli già usciti e alcuni ancora in fase di sviluppo. Caricò i primi tre volumi solo su Soundcloud, mentre quelli dal quarto all'ottavo furono caricati anche sul suo canale YouTube. Il singolo Karate, in collaborazione con R3HAB, è diventato uno dei singoli ufficiali francesi nel marzo 2015. Il 13 maggio 2016 rilascia il suo primo album The Lion Across The Field EP. Il 1º dicembre 2016 rilascia su Splice una serie di tutorial, in cui spiega alcune strategie che lui utilizza per scrivere e mixare musica elettronica.
Nel luglio del 2017, KSHMR fonda la sua etichetta discografica, la "Dharma Worldwide", in collaborazione con Spinnin' Records.

### Software
KSHMR attualmente utilizza Ableton Live 11.

## Curiosità
- La scala preferita di KSHMR è fa minore. Infatti alcuni dei suoi singoli più rappresentativi sono in fa minore (come Kashmir e Karate).
- Il nome della sua etichetta discografica "Dharma Worldwide" deriva dal suo singolo del 2016 Dharma e dal suo cognome "Dhar".
- KSHMR è un fan di Game Of Thrones: nel 2017 infatti ha prodotto con The Golden Army un remix della colonna sonora.

## Discografia

### EP
- Paradesi EP (FREE, 2015)[1]
- The Lion Across The Field EP (Spinnin Records, 2016)[2]
- Materia EP (Dharma Worldwide, 2017)[3]
- Harmonica Andromeda (Dharma Worldwide, 2021)[4]
- Harmonica Andromeda (Deluxe) (Dharma Worldwide, 2021)[5]

### Singoli

#### Come artista principale
- 2014: Megalodon[6]
- 2014: No Heroes (con Firebeatz feat. Luciana)[7]
- 2014: Burn (con DallasK)[8]
- 2014: Karate (con R3HAB)[9]
- 2015: Dead Mans Hand[10]
- 2015: Secrets (con Tiësto feat. Vassy)[11]
- 2015: Jammu[12]
- 2015: Memories (con Bassjackers feat. Sirah)[13]
- 2015: Heaven (con Shaun Frank feat. Delaney Jane)[14]
- 2015: Strong (con R3HAB)[15]
- 2015: Bazaar (con Marnik) (Official Sunburn Goa 2015 Anthem)[16]
- 2015: Toca (con Carnage e Timmy Trumpet)[17]
- 2016: Touch (con Felix Snow feat. Madi)[18]
- 2016: Wildcard (feat. Sidnie Tipton)[19]
- 2016: Dharma (con Headhunterz)[20]
- 2016: Invisible Children (con Tigerlily)[21]
- 2016: The Spook Returns (con B3nte and Badjak)[22]
- 2016: Extreme (con Bassjackers feat. Sidnie Tipton)[23]
- 2016: Mandala (con Marnik ft. Mitika) (Official Sunburn 2016 Anthem)[24]
- 2017: Back To Me (con Crossnaders feat. Micky Blue)[25]
- 2017: Harder (con Tiësto feat. Talay Riley)[26]
- 2017: Power (con Hardwell)[27]
- 2017: Underwater (con Sonu Nigam)[28]
- 2017: Islands (con R3HAB)[29]
- 2017: SHIVA (con Marnik feat. The Golden Army) (Sunburn 2017 Anthem)[30]
- 2018: House of Cards (feat. Sidnie Tipton)[31]
- 2018: Carry Me Home (feat. Jake Reese)[32]
- 2018: Neverland (con 7 Skies)[33]
- 2018: Good Vibes Soldier (feat. Head Quattaz)[34]
- 2018: Magic[35]
- 2019: Lucky Chances (Bali Bandits feat. KSHMR & Jason Zhang)[36]
- 2019: Lucky Chances (Bali Bandits feat. KSHMR)[37]
- 2019: No Regrets (con Yves V feat. Krewella)[38]
- 2019: Devil Inside Me (con Kaaze feat. KARRA)[39]
- 2019: Lies (con B3RROR feat. Luciana)[40]
- 2019: The People (con Timmy Trumpet)[41]
- 2019: My Best Life (feat. Mike Waters)[42]
- 2019: Bombay Dreams (con Lost Stories feat. Kavita Seth)[43]
- 2019: Do Bad Well (feat. Nevve)[44]
- 2019: Alone (con Marnik feat. Anjulie & Jeffrey Jey)[45]
- 2019: Good Newwz Theme (con Tanishk Bagchi)[46]
- 2020: Over and Out (con Hard Lights feat. Charlott Boss)[47]
- 2020: Bruk It Down (con Sak Noel feat. TxTHEWAY)[48]
- 2020: Voices (con Brooks feat. TZAR)[49]
- 2020: The Prayer (con Timmy Trumpet e Zafrir)[50]
- 2020: Kids (con Stefy De Cicco feat. MKLA)[51]
- 2020: Let Me Go (con Alok feat. MKLA)[52]
- 2020: Scare Me (con LUM!X & Gabry Ponte feat. Karra)[53]
- 2020: One More Round (con Jeremy Oceans) (Free Fire Booyah Day Theme Song)[54]
- 2021: The World We Left Behind (feat. KARRA)[55]
- 2021: Around The World (feat. NOUMENN) (Official Sunburn Goa Anthem 2021)[56]
- 2021: Echo (with KSHMR) (Armaan Malik e Eric Nam)[57]
- 2021: You Don't Need To Ask (feat. TZAR)[58]
- 2021: Ready To Love[59]
- 2021: Winners Anthem (con Zafrir)[60]
- 2021: Reunion (con Alok, Dimitri Vegas & Like Mike e Zafrir) (Free Fire 4th Anniversary Theme Song)[61]
- 2021: Over You (feat. Lovespeake)[62]
- 2021: Close Your Eyes (con Tungevaag)[63]
- 2022: Lion Heart (con DIVINE x Lit Killah feat. Jeremy Oceans & KARRA)[64]
- 2022: Ininna Tora (con Timmy Trumpet x Mildenhaus)[65]

#### Come Dreamz
- 2020: Casual (feat. Nevve)[66]
- 2020: Anywhere you wanna go (feat. Karra)[67]

#### Free downloads
- 2014: KSHMR - ¡Baila! [Free Download][68]
- 2014: KSHMR - Omnislash [Free Download][69]
- 2014: KSHMR feat. Luciana - Dogs [Free Download][70]
- 2014: KSHMR feat. Luciana - Dogs (OG Version) [Free Download][71]
- 2014: KSHMR - Leviathan [Free Download][72]
- 2014: KSHMR - Kashmir [Free Download][73]
- 2015: KSHMR & Dillon Francis feat. Becky G - Clouds [Free Download][74]
- 2015: KSHMR & Vaski feat. Francisca Hall - Lazer Love [Free Download][75]
- 2015: KSHMR, Dzeko & Torres - Imaginate [Free Download][76]
- 2015: KSHMR x Disasterpeace - It Follows (KSHMR Halloween Special) [Free Download][77]
- 2015: KSHMR, BassKillers & B3nte - The Spook [Free Download][78]
- 2015: KSHMR & ZAXX - Deeper [Free Download/Musical Freedom][79]
- 2016: KSHMR & Will Sparks - Voices [Spinnin' Premium][80]
- 2016: KSHMR - Creep (Radiohead Cover) [Free Download][81]
- 2017: KSHMR - Strange Lands [Free Download][82]
- 2018: KSHMR & Mr.Black - Doonka [Dharma Worldwide][83]
- 2018: Dimitri Vegas & Like Mike vs. KSHMR - OPA [Smash The House][84]

### Remix
- 2014: Martin Garrix & MOTi - Virus (How About Now) (KSHMR Remix)[85]
- 2014: Martin Garrix & MOTi - Virus (How About Now) (KSHMR Remix) (VIP House Version)[86]
- 2014: KSHMR & DallasK - Burn (Let Your Mind Go)[87]
- 2015: Galantis - Runaway (KSHMR Remix)[88]
- 2015: NERVO - It Feels (KSHMR Remix)[89]
- 2015: Tiësto & KSHMR feat. Vassy - Secrets (KSHMR VIP Remix)[90]
- 2015: Tiësto & KSHMR feat. Vassy - Secrets (KSHMR House Mix)[91]
- 2015: Bassjackers - Savior (REEZ & KSHMR Remix)[92]
- 2015: DJ Jean - The Launch (KSHMR Remix)[93]
- 2015: KSHMR & Bassjackers feat. Sirah - Memories (Acoustic Version)[94]
- 2015: Avicii - For A Better Day (KSHMR Remix)[95]
- 2015: Shaun Frank & KSHMR feat. Delaney Jane - Heaven (KSHMR Remix)[96]
- 2015: Kiiara - Feels (KSHMR Remix)[97]
- 2016: R3HAB & Ciara - Get Up (KSHMR Remix)[98]
- 2016: KSHMR & Felix Snow feat. Madi - Touch (VIP Remix)[99]
- 2016: KSHMR feat. Sidnie Tipton - Wildcard (VIP Remix)[100]
- 2016: KSHMR & Tigerlily - Invisible Children (KSHMR Remix)[101]
- 2017: NERO - Two Minds (KSHMR & Crossnaders Remix)[102]
- 2017: KSHMR & The Golden Army - Game Of Thrones (Remix)[103]
- 2018: KSHMR & Mark Sixma - Gladiator (Remix)[104]
- 2019: KSHMR - My Best Life (feat. Mike Waters) (Club Mix)[105]
- 2019: U2, A. R. Rahman - Ahimsa (KSHMR Remix)[106]
- 2020: Marnik & KSHMR - Alone (feat. Anjulie & Jeffrey Jey) (Club Mix)[107]
- 2020: SHAUN, Advanced - My Bad (feat. Julie Bergan) (KSHMR Edit)[108]
- 2021: Samuel Kim vs. Mike Candys - Squid Game (KSHMR EDC Edit)[109]
- 2021: KSHMR X Tungevaag - Close Your Eyes (VIP Mix)[110]

### Podcast[111]
- 2014: Welcome To KSHMR Vol. 1[112]
- 2014: Welcome To KSHMR Vol. 2[113]
- 2014: Welcome To KSHMR Vol. 3[114]
- 2015: Welcome To KSHMR Vol. 4: Genesis[115]
- 2015: Welcome To KSHMR Vol. 5[116]
- 2015: Welcome To KSHMR Vol. 6[117]
- 2016: Welcome To KSHMR Vol. 7[118]
- 2017: Welcome To KSHMR Vol. 8[119]
- 2021: Welcome To KSHMR Vol. 9[120]